# 平津作戦
平津作戦（へいしんさくせん）は、日中戦争初期（北支事変）における戦闘。日本軍は盧溝橋事件の停戦協定の締結後、北支一帯に駐屯する部隊を増強してきた。一方の中国軍もこれに対して小競り合いを繰り返し、両軍は緊張状態にあった。このような状況にあり1937年7月に広安門事件が発生し、日本軍は総攻撃を決心する。この作戦の結果、日本軍は平津地方の占領に成功し、やがて本格的な戦争に突入する。

## 概要
1937年7月25日に広安門事件が発生し日中両軍は衝突した。26日夕方に日本軍支那駐屯軍は廊坊事件を理由に中国軍第29軍に対して、28日12：00までに北平と永定河から撤退を求め、応じなければ攻撃するとの最後通牒を発した。しかし、広安門事件に接した支那駐屯軍司令官の香月中将は27日12：00から総攻撃をする様に決心した。この際に中国軍へ伝えていた期限は28日12：00であったため攻撃開始を28日08：00時に延期した。日本軍の総攻撃で北平・天津一帯の中国軍は早々に一掃され、地域は日本軍の支配下におかれた。
一方、総攻撃前の7月27日に参謀本部は第5、第6、第10師団を動員して華北に派遣する大命を出し、戦火の拡大は決定的となった。また、支那駐屯軍内部にあった不拡大派も強硬派に押しつぶされ、一連の事件前に駐屯軍司令官田代皖一郎が病死し、後任の香月中将も強硬派に同調したことも影響した。この時の拡大派の論旨は「平津地域で支那軍を撃破したならば、その後は直ちに以前の状態に復帰する」としていたが、黄河南域にあった中国軍35万人が北上し、上海では中国軍が日本海軍陸戦隊に対し攻撃を仕掛けるなど、事態は全面戦争の様相を帯びた。

## 戦闘
7月28日に第20師団と支那駐屯歩兵旅団の主力および臨時航空兵団は南苑を攻撃し、独立混成第11旅団および独立歩兵第1旅団は西苑（清河鎮・沙河鎮）を攻撃して永定河まで部隊を進めた。支那駐屯歩兵旅団の一部は長辛店西方高地を、独立混成第1旅団は大会廠を攻撃した。南苑は同日午後に陥落し、北平西部および永定河の中国軍は退却する。支那駐屯軍の第1線部隊は同月30日に永定河右岸に進出する。
天津では第2師団歩兵第79連隊の5個小隊が守備に就いていたが中国軍の攻撃を受けて応戦、兵力不足であったが臨時航空兵団により撃退に成功した。塘沽では対岸の太沽から砲撃を受け、塘沽警備隊と野戦重砲兵第9連隊が反撃しこれを掃討した。通州では冀東保安隊の強襲を受けて北平から1個連隊が急派され、これの掃討を完了した。
30日までに北平・天津地域を占領し、総攻撃は中止された。日本軍の攻撃開始後、中国軍の抵抗はそれなりであったが、やがて後退した。背景としては中国全体としてどのように日本と戦うか方針が定まっていなかった指摘される。
この作戦の最中に北平近くの通州において在留邦人が多数殺害された通州事件がおき、軍はこの事件を「暴戻支那」を国民に印象付ける手段として利用した。

## 参加戦力
日本側
- 支那駐屯軍（司令官、香月清司）
- 第20師団（朝鮮軍から。師団長、川岸文三郎）
- 独立混成第1旅団（関東軍から。旅団長、酒井鎬次）
- 野戦重砲兵第9連隊

など
中国側
- 第29軍（軍長、宋哲元）
  - 第37師団
  - 第38師団
  - 第132師団

など